# 麗水学院
麗水学院（れいすいがくいん、英語: Lishui University）は、中国浙江省麗水市蓮都区に本部を置く中国の公立大学。1907年創立、2004年大学設置。
2020年4月時点では、学校の面積は1008.16畝、建築面積は38.74万平方メートル、生徒数約13,983人、本科生10,698人、教職員1,117人。

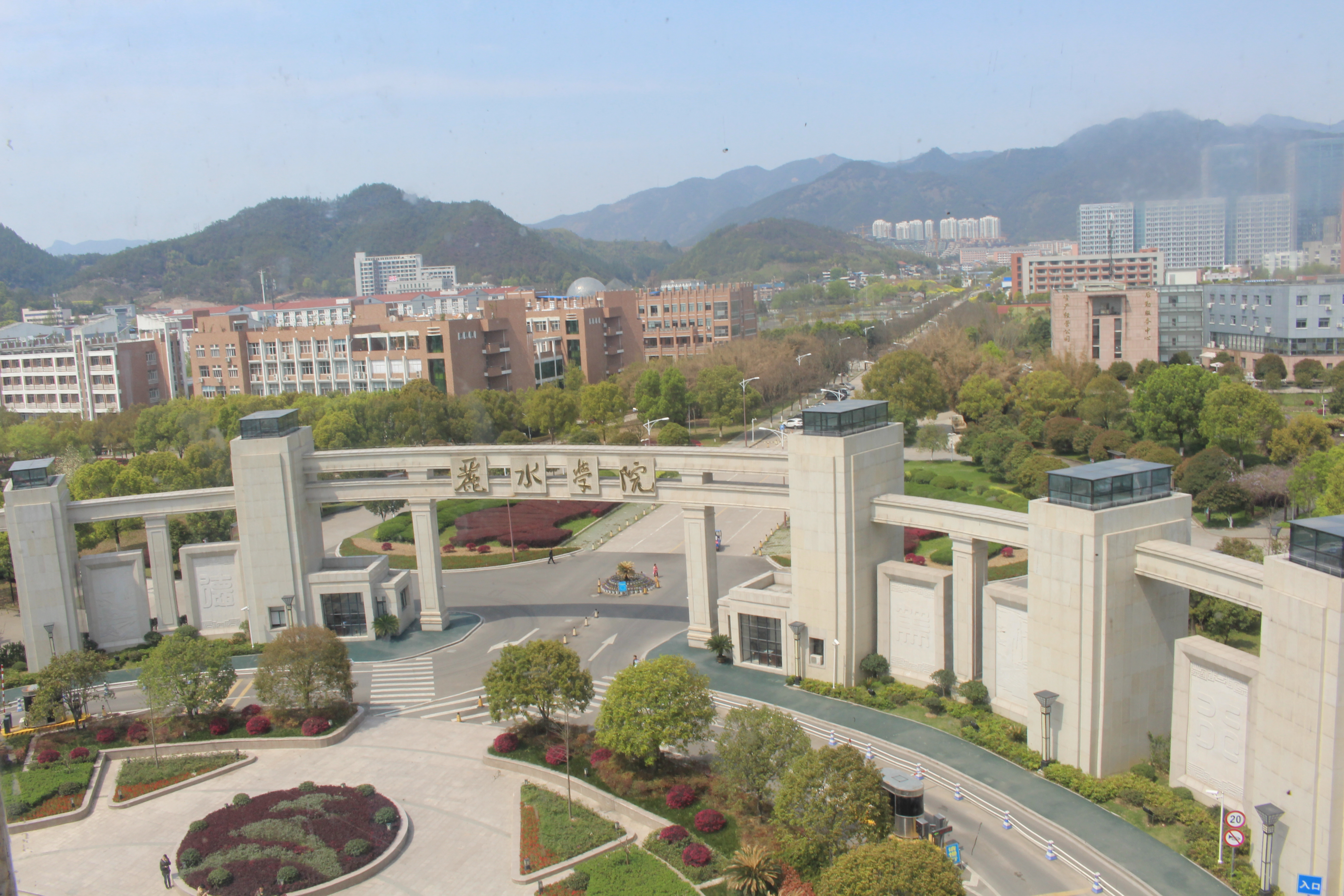
校門

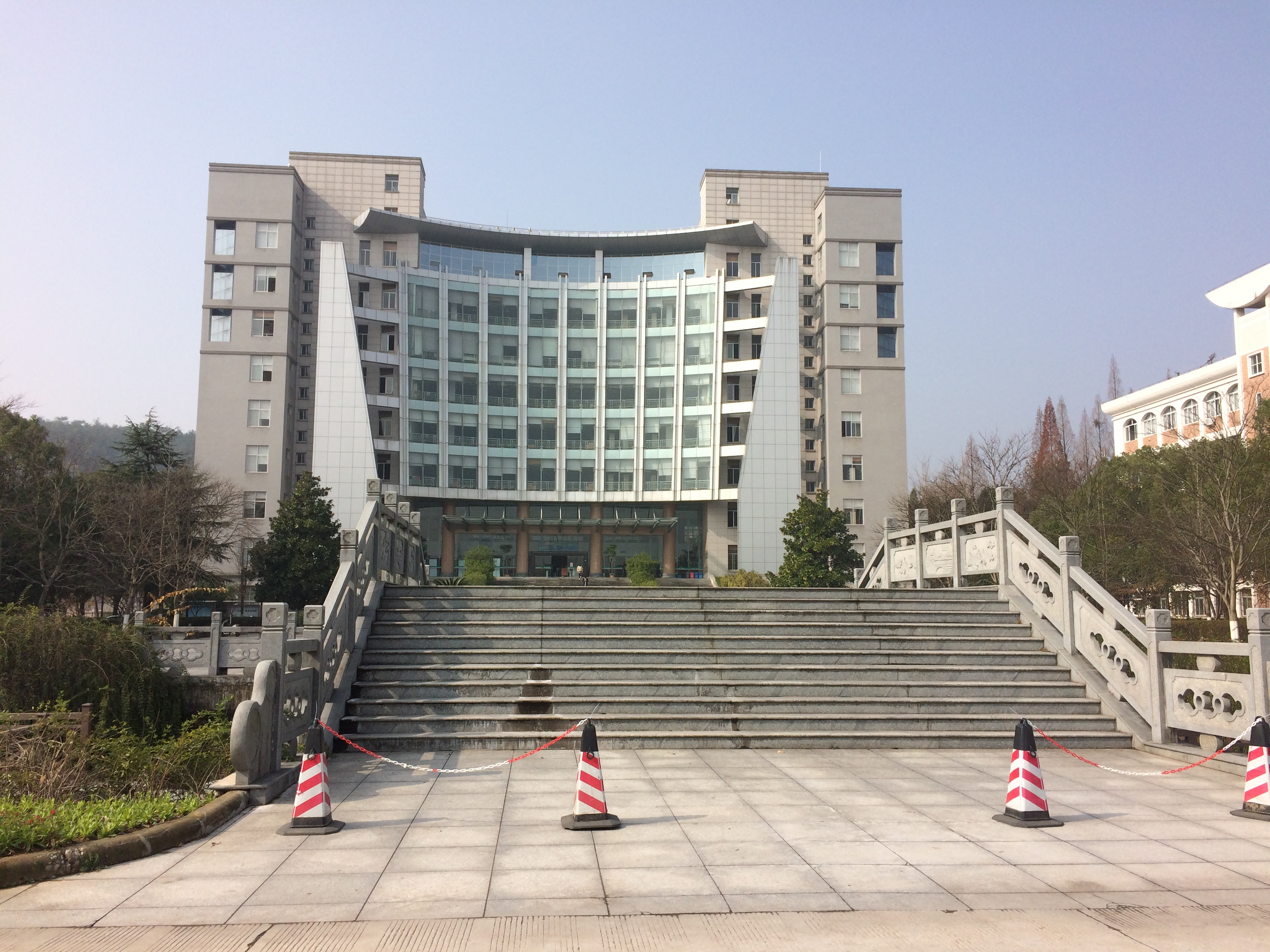
図書館

## 略歴
麗水学院は1907年に設置された処州師範学堂が前身である。
1912年、「処州師範学校」に改称。翌年、「浙江省立第11師範学校」に改称。
1923年、浙江省立第11師範学校と浙江省立第11中学が統合。
1939年、国立英士大学が設立され、学校の所在地は麗水師範専科学校の所在地です。
1946年、雲和県で処州師範学校を再建しました。1949年、処州師範学校は雲和県から麗水三岩寺に移りました。
1953年、「麗水師範学校」に改称。
1978年4月、浙江師範学院麗水分校を設立しました。同年12月、浙江師範学院麗水分校を基礎に、麗水師範専科学校を設立しました。
2000年8月、浙江省少数民族師範学校と松陽師範学校を吸収合併する。
2003年3月、麗水師範専科学校と麗水職業技術学院が統合され、「麗水学院」となる。 
2007年3月、浙江省麗水衛生学校を吸収合併する。
2016年、麗水学院松陽校区が完成し、麗水中等専業学校が麗水学院に合併されました。
2020年9月20日、海西医学連盟に参加します。

## 基礎データ
- 所在地
  - 浙江省麗水市蓮都区

- 校訓
  - 「明徳篤行」。校訓は『礼記』と『中庸』に由来する。

- 校歌
  - 「麗水学院校歌」。

## 組織
「学院」も「系」も日本の大学の学部にほぼ相当する。「学部」は「学院」と「系」の上の編成で、実体はなく、日本の「学部」とは位置付けが異なっている。妙訳がないのでそのまま記す。
- 民族学院
- 教師教育学院
- 生態学院
- 工学院
- 医学・健康学院
- 商学院
- 中国青瓷学院

### 附属図書館
- 図書館 - 蔵書数は全館合計で約152万冊、雑誌は2000余種りで、電子書籍は64.3万冊です。

## 大学の人物一覧

### 教授
- 学長：李俊傑
- 党委書記：王利琳